# Општина Балша (Хунедоара)
Балша (рум. Balşa) општина је у Румунији у округу Хунедоара.
Oпштина се налази на надморској висини од 361 m.